# Aleksander Skiba
Aleksander Skiba (ur. 26 lutego 1945 w Rokitowie, zm. 7 września 2000 w Albignasego) – trener, siatkarz warszawskich drużyn AZS AWF i Legii, mistrz świata z Meksyku (1974), trener drużyny narodowej Polski i Włoch.

## Życiorys
Absolwent warszawskiej AWF (1968). Był trzykrotnym mistrzem Polski: 1966 (AZS-AWF Warszawa), 1969, 1970 (Legia Warszawa), dwukrotnym wicemistrzem: 1967 (AZS AWF), 1971 (Legia) i dwukrotnym brązowym medalistą MP w barwach Legii (1968, 1973).
210-krotny reprezentant Polski (1967–1976). Brązowy medalista ME 1967 ze Stambułu, olimpijczyk z Meksyku 1968 (5. miejsce), finalista MŚ 1970 w Sofii (5. miejsce) i ME 1971 w Mediolanie (6. miejsce). 2-krotny uczestnik Pucharu Świata w Lipsku (1969) – 8. miejsce i Pradze (1973) – 2. miejsce. 
Wystąpił w drużynie mistrza świata z Meksyku (1974). Jako trener męskiej reprezentacji zdobył 4. miejsce na IO w Moskwie i 2. miejsce na ME (1979, 1981), a jako trener klubowy tytuł mistrza Polski z Płomieniem Milowice (1979) i Puchar Europy Mistrzów Krajowych (1978).
W latach osiemdziesiątych prowadził juniorską drużynę narodową Włoch (MŚ 1985 – 2. miejsce, ME 1984 – 3. miejsce), a potem seniorów. Prowadził również drużynę klubową Santal Parma, zdobywając 2. miejsce w PEMK (1986). Z zespołem Messagero Ravenna zdobył Puchar Europy Mistrzów Krajowych (1993).
Odznaczony złotym Medalem „za Wybitne osiągnięcia sportowe”.